# Le Pouvoir du mal
Pour plus de détails, voir Fiche technique et Distribution.
Le Pouvoir du mal (titre original : Paradigma) est un film franco- ouest-germano-italien réalisé par Krzysztof Zanussi et sorti en 1985.

## Synopsis
Un étudiant en théologie sauve du suicide une jeune femme désespérée. Elle finit par avouer à son mari son infidélité.

## Fiche technique
- Titre français : Le Pouvoir du mal
- Titre original : Paradigma
- Titre polonais : Paradygmat, czyli potęga zła
- Titre italien : Il potere del male
- Réalisation : Krzysztof Zanussi
- Scénario : Krzysztof Zanussi
- Photographie :  Slawomir Idziak
- Son: Wolf-Dieter Spille & Éric Vaucher
- Musique : Wojciech Kilar
- Pays de production :  France,  Allemagne de l'Ouest,  Italie
- Durée : 120 minutes
- Dates de sortie :
  - août 1985 ( Canada)
  - octobre 1985 (Festival international du film de Chicago)

## Distribution
- Benjamin Völz : Hubert
- Vittorio Gassman : Gottfried
- Marie-Christine Barrault : Sylvie
- Erika Wackernagel
- Hans Marquardt : Alexander
- Hark Bohm : Notaire
- Jan Biczycki
- Eugeniusz Priwieziencew : secrétaire
- Martin Umbach : réceptionniste
- Vladimir Press
- Maria Klippert-Wullinger
- Annemarie Neuhaus
- Mariusz Pujszo
- Hervé Bellon
- Raf Vallone

## Distinctions
- Prix du jury œcuménique du Festival de Montréal